# Brush Glacier
Brush Glacier är en glaciär i Antarktis. Den ligger i Västantarktis. Inget land gör anspråk på området. Brush Glacier ligger 59 meter över havet.
Terrängen runt Brush Glacier är kuperad åt sydost, men åt nordväst är den platt. Brush Glacier ligger nere i en dal. Trakten är obefolkad. Det finns inga samhällen i närheten.